# Daniel Bohnacker
Daniel Bohnacker (Blaubeuren, 21 februari 1990) is een Duitse freestyleskiër. Hij vertegenwoordigde zijn vaderland op de  Olympische Winterspelen 2014 in Sotsji.

## Carrière
Bohnacker maakte zijn wereldbekerdebuut in maart 2009 in Meiringen-Hasliberg. In maart 2010 scoorde de Duitser, dankzij een tiende plaats in Grindelwald, zijn eerste wereldbekerpunten. In januari 2011 boekte hij in Alpe d'Huez zijn eerste wereldbekerzege. Op de wereldkampioenschappen freestyleskiën 2011 in Deer Valley eindigde Bohnacker als achttiende op de skicross. In Voss nam de Duitser deel aan de wereldkampioenschappen freestyleskiën 2013. Op dit toernooi eindigde hij als veertiende op de skicross. Tijdens de Olympische Winterspelen van 2014 in Sotsji eindigde hij als negentiende op de skicross.
Op de wereldkampioenschappen freestyleskiën 2015 in Kreischberg eindigde Bohnacker als dertiende op de skicross. In de Spaanse Sierra Nevada nam de Duitser deel aan de wereldkampioenschappen freestyleskiën 2017. Op dit toernooi eindigde hij als veertiende op de skicross.
Op de wereldkampioenschappen freestyleskiën 2019 in Park City eindigde Bohnacker als 21e op de skicross.

## Resultaten

### Olympische Spelen
| Jaar | Plaats | Resultaten   |
| ---- | ------ | ------------ |
| 2014 | Sotsji | 19e Skicross |

### Wereldkampioenschappen
| Jaar | Plaats        | Resultaten   |
| ---- | ------------- | ------------ |
| 2011 | Deer Valley   | 18e Skicross |
| 2013 | Voss          | 14e Skicross |
| 2015 | Kreischberg   | 13e Skicross |
| 2017 | Sierra Nevada | 14e Skicross |
| 2019 | Park City     | 21e Skicross |

### Wereldbeker
Eindklasseringen
| Seizoen   | Algm | SX    |
| --------- | ---- | ----- |
| 2009/2010 | 112e | 40e   |
| 2010/2011 | 28e  | 9e    |
| 2011/2012 | 81e  | 22e   |
| 2012/2013 | 52e  | 10e   |
| 2013/2014 | 17e  | Brons |
| 2014/2015 | 25e  | 7e    |
| 2015/2016 | 48e  | 10e   |
| 2016/2017 | 97e  | 18e   |
| 2017/2018 | 229e | 44e   |
| 2018/2019 | 69e  | 16e   |
| 2019/2020 | 49e  | 8e    |

Wereldbekerzeges
| Datum           | Plaats      | Onderdeel |
| --------------- | ----------- | --------- |
| 12 januari 2011 | Alpe d'Huez | Skicross  |
| 26 januari 2020 | Idre Fjäll  | Skicross  |